# Krimmler Törl
Krimmler Törl är ett bergspass i Österrike.   Det ligger i distriktet Zell am See och förbundslandet Salzburg, i den centrala delen av landet, 300 km väster om huvudstaden Wien. Krimmler Törl ligger 2 786 meter över havet.
Terrängen runt Krimmler Törl är bergig. Runt Krimmler Törl är det ganska glesbefolkat, med 26 invånare per kvadratkilometer.. Närmaste större samhälle är Neukirchen am Großvenediger, 16,6 km norr om Krimmler Törl. 
Trakten runt Krimmler Törl består i huvudsak av gräsmarker.